# Kypárissos (Héraklion)
Kypárissos, en grec moderne : Κυπάρισσος, ou Kyparíssi (Κυπαρίσσι) est un village du dème de Héraklion, dans le district régional de Héraklion, de la Crète, en Grèce. Selon le recensement de 2001, la population de Kypárissos compte 347 habitants.
Le village est situé à une altitude de 220 m. Il est mentionné par Francesco Barozzi en 1577 ainsi que par Pietro Castrofilaca, en 1583, sous le nom de Chiparissi avec 39 habitants. Dans le recensement de 1881, il est mentionné avec le nom Doubroutzi Metochi du nom du propriétaire.